# Пантера (подводная лодка)
«Пантера» — российская и советская подводная лодка типа «Барс». Принимала участие в Первой мировой войне, а в 1919 году открыла боевой счёт советских подводников.

## История службы
«Пантера» была заложена 3 (16) июля 1914 года на Адмиралтейском заводе. Полностью готовый корпус был в разобранном виде перевезён в Ревель, где на заводе «Ноблесснер» лодку достроили.
Спущена на воду в начале 1916 года, и 23 июля вступила в строй. За годы первой мировой войны совершила несколько походов, действуя на морских коммуникациях. По докладу командира, в первом боевом походе 11 октября в районе банки Арчебадан «Пантера» атаковала и потопила торпедой судно противника.
В дни Февральской революции экипаж «Пантеры», находившийся на зимовке в Ревеле, активно участвовал в митингах и массовых манифестациях рабочих, солдат и матросов на улицах города. В феврале 1918 года, когда над кораблями Балтийского флота нависла угроза захвата германскими войсками, подводная лодка прорвалась из Ревеля в Гельсингфорс, а в апреле совершила переход в Кронштадт. В процессе перехода, 10 апреля, была протаранена в корму подводной лодкой «Леопард». Остаток пути повреждённая «Пантера» проделала буксируемая ледоколом «Силач».
В 1918 году в составе специального отряда Балтийского флота подводная лодка переведена на Ладожское озеро, где совершила 1 боевой поход с целью разведки финских войск в портах северной части Ладоги. Затем вернулась на Балтику.
В составе действующего отряда флота Балтийского моря, «Пантера» в годы гражданской войны неоднократно выходила в Финский залив для несения разведывательной и патрульной службы, вступала в схватки с кораблями английских интервентов. 23 июля 1919 года вышла на разведку Копорского залива. В 11 часов 45 минут она пришла в Копорский залив и обнаружила там большую английскую подводную лодку, которая производила пробные погружения. Вскоре была замечена вторая подводная лодка, меньшего размера. «Пантера» атаковала вражеские субмарины последовательно: сначала была выпущена торпеда по первой, затем — по второй лодке. С большой субмарины советскую лодку обнаружили и также выпустили по ней торпеду. Убедившись в безрезультатности атаки, командир «Пантеры» повторно торпедировал большую лодку, но снова без эффекта. В 12 часов 20 минут «Пантера» погрузилась, потеряла контакт с противником и 24 июля вернулась в Кронштадт.

### Потопление эсминца «Виттория»

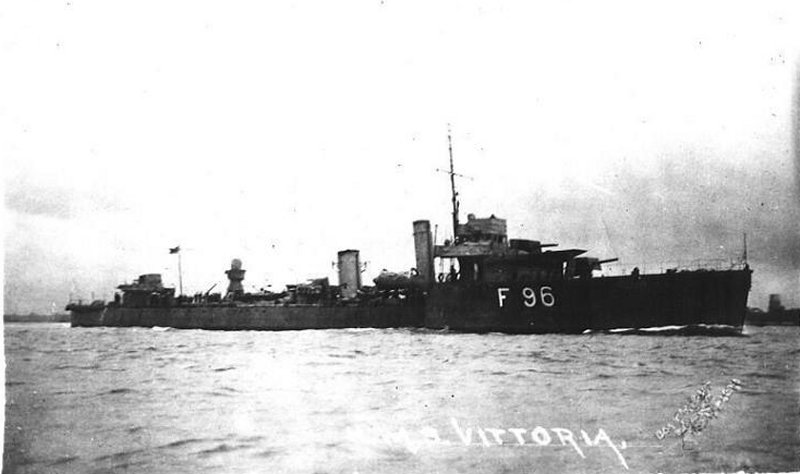
HMS Vittoria в 1917 году

Резкая активизация английских и эстонских морских сил заставила командование Красного Балтийского флота отдать приказ о посылке в район Копорского залива подводных лодок для операций против надводных кораблей противника. Для выполнения этой задачи была выбрана подводная лодка «Пантера» под командованием бывшего лейтенанта Императорского флота А. Н. Бахтина. Бывший штурман этой подлодки, будущий академик и адмирал А. И. Берг, с августа 1919 года был назначен командиром подводной лодки «Рысь», поэтому в этот поход лодка вышла с новым штурманом — А. И. Красновым. 31 августа 1919 года в 6 часов «Пантера» покинула Кронштадтскую гавань.

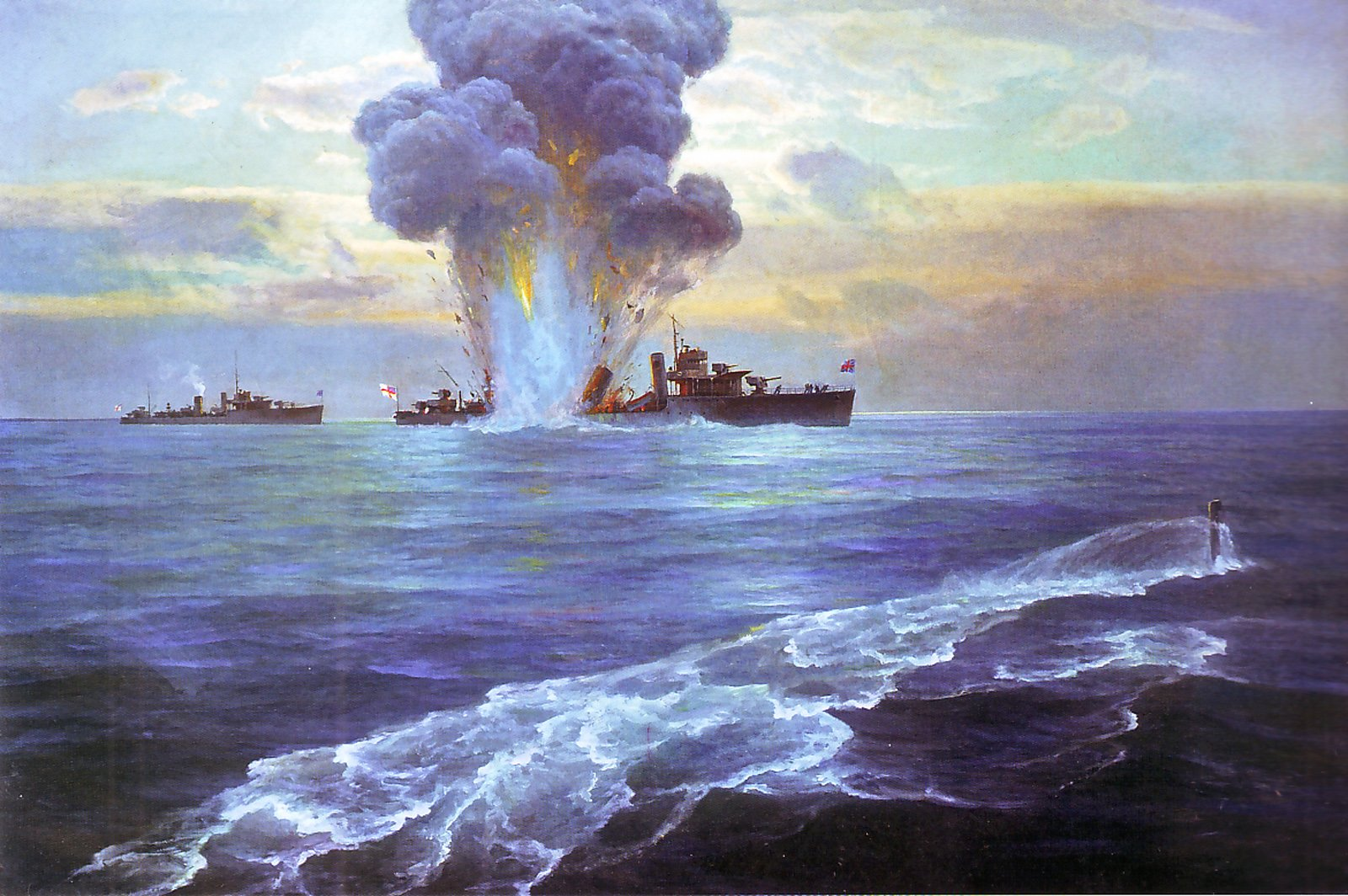
Н. Е. Бубликов и Г. В. Горшков. «Потопление подводной лодкой Балтийского флота „Пантера“ английского эскадренного миноносца „Витториа“ у острова Сескар. 31 августа 1919 г.»

В 14 часов 30 минут с подводной лодки в перископ был замечен четырёхтрубный эсминец, выходивший из Копорской губы. Бахтин отказался от его атаки, поскольку посчитал, что расстояние слишком велико и «Пантера» может быть демаскирована выстрелом из торпедного аппарата. В 15 часов 30 минут эсминец скрылся из виду. К этому моменту лодка уже находилась в районе позиции, предусмотренной для неё планом операции, и из-за мглистого горизонта погрузилась на большую глубину.
В 17 часов «Пантера» всплыла под перископ, и Бахтин заметил тот же эсминец, шедший небольшим ходом; через час был обнаружен ещё один английский миноносец, на этот раз двухтрубный. В течение последующего часа лодка совершала кратковременные поднятия на перископную глубину, пока оба английских корабля не стали на якорь недалеко от острова Сескар. Теперь Бахтин решил атаковать их и начал осторожное сближение с целью.
В 21 час 19 минут были одна за другой выпущены две торпеды из носовых аппаратов. Чтобы лодку не выбросило на поверхность, Бахтин начал срочное погружение. Приблизительно через полминуты после первого пуска на лодке отчётливо услышали сильный взрыв, а вслед за ним — выстрелы. Лодка отходила от места атаки, буквально чертя днищем по грунту. Около часа ночи «Пантера» всплыла, однако лучи прожекторов у Сескара заставили её немедленно погрузиться. Только к утру лодка смогла беспрепятственно всплыть. Как докладывал Бахтин:

К тому времени давление в лодке поднялось настолько, что стрелка барометра вышла за пределы шкалы (свыше 815 мм рт. ст.), воздух был испорчен значительно, спичка не горела, дизеля плохо забирали и дышать было крайне затруднительно. Лодка пробыла под водой 28 часов, не освежая воздуха, что является, кажется, рекордом для наших лодок. Пройдено под водой около 75 миль, следовательно, использован почти весь район подводного хода.
К полудню 1 сентября лодка благополучно вернулась на базу. Английский флот в результате этой атаки потерял эскадренный миноносец «Виттория», построенный в 1917 году. Первая торпеда прошла мимо эсминца, вторая попала в борт английского корабля; «Виттория» окутался дымом и быстро ушёл под воду. Его потопление стало первой победой советских подводников. 18 человек из экипажа лодки Революционный Военный Совет наградил именными часами. В 1923 году А. Н. Бахтин первым из подводников был удостоен ордена Красного Знамени.

### Послевоенная служба
31 декабря 1922 года была переименована в «Комиссар», а 15 сентября 1934 года — в «Б-2». В 1920 и 1924 гг. лодка вставала на капремонт, в мае 1925 года «Комиссар» участвовал в групповом походе с лодками «Батрак» и «Коммунар».
В 1933—1935 гг. на «Б-2» проведена модернизация, существенно улучшившая тактические характеристики, но признанная слишком сложной и дорогой. В январе 1940 года она была выведена из боевого состава и переоборудована в опытовую подводную лодку и передана в Учебный отряд подводного плавания. По утверждениям некоторых авторов, в июле 1941 года корабль даже совершил 1 боевой поход. Затем лодка находилась в Кронштадте, где пережила массированные бомбардировки немецкой авиацией в сентябре 1941 года. Артиллеристы корабля участвовали в отражении всех налётов и огнём из палубного 45-мм орудия сбили 1 самолёт и ещё 2 повредили. К началу 1942 году более половины членов экипажа были переданы в морские стрелковые бригады и ушли сражаться на сухопутные фронты.
8 августа 1942 года «Б-2» была законсервирована и сдана в Кронштадтский военный порт на долговременное хранение. Однако 7 мая 1943 года она была вновь введена в строй, переоборудована в плавучую зарядовую станцию со снятием вооружения и передана для обеспечения боевой деятельности в бригаду подплава Балтийского флота. 16 мая 1949 года лодке присвоено новый номер «ПЗС-1».
В июле 1955 году лодка была выведена из состава ВМФ и в августе того же года сдана для разрезки на металлолом.

## Память
28 декабря 1990 года, когда новая атомная подводная лодка К-317 вступала в строй, по инициативе её старпома А. В. Буриличева и по ходатайству всего экипажа под командованием капитана 2 ранга Михальчука В. В., при содействии Совета ветеранов-подводников, приказом главнокомандующего ВМФ СССР В. Н. Чернавина от 10 октября 1990 г., в память о подлодке, открывшей в 1919 году боевой счет советских подводников, лодке было присвоено наименование «Пантера», на лодке были подняты военно-морской флаг СССР, исторический Андреевский флаг и, в память о «Пантере», исторический флаг Р.К.К.Ф.

## Список командиров
1. Палицын 1-й Г. М. (26.08.1915 — 23.08.1917)
2. Максимович Н. Н. (23.08.1917 — 23.01.1918)
3. Ждан-Пушкин А. А. (врид 1918)
4. Пуаре Ю. В. (06.04.1918 — 30.09.1918)
5. Якобсон А. Н. (врид 30.09.1918 — …10.1918)
6. Иванов Г. А. (врид …10.1918 — 26.10.1918)
7. Агафонов С. С. (врид 26.10.1918 — 13.11.1918)
8. Петранди Г. М. (13.11.1918 -…01.1919)
9. Бахтин А. Н. (…11.1918 — …05.1921)
10. Кислицкий Б. М. (15.05.1921 — 21.05.1923)
11. Капустин Н. Н. (21.05.1923 — 29.05.1927)
12. Шлиттенберг К. Я. (29.05./01.06.1927 — 15.09.1930)
13. Шергин А. П. (26.02./16.04.1931 — 29.12.1931)
14. Кулишов И. Д. (1932)
15. Рейснер Л. М. (25.02.1932 — 26.01.1933)
16. Эйхбаум Н. Э. (…08.1932 — …10.1933)
17. Подгородецкий Н. С. (Подгорецкий? 26.01.1933 — 26.02.1934)
18. Андрушис П. П. (03.01.1934 — 26.03.1936)
19. Завьялов Н. Г. (13.04.1936 — 21.04.1938)
20. Бойко М. С. (03.06.1938 — 17.12.1939)
21. Смоляр Н. И. (17.12.1939 — 28.02.1941)
22. Быховский И. А. (28.02.1941 — 27.05.1942, по др. данным до 18.02.1942)
23. Лошкарёв Л. А. (27.05 — 28.08.1942, по др. данным 19.02 — 01.09.1942)